# Onze-Lieve-Vrouw van het Fortkerk
De Onze-Lieve-Vrouw van het Fortkerk (Frans: Église Notre-Dame-du-Fort) is de rooms-katholieke parochiekerk in de plaats Fort-Mardijk, gelegen aan de Rue du Général de Gaulle/Place de l'Église, in de gemeente Duinkerke in het Franse Noorderdepartement.

## Geschiedenis
In 1862 werd te Fort-Mardijk een kerk gebouwd, welke door de zeelieden werd gefinancierd. Deze werd tijdens de Tweede Wereldoorlog verwoest.
Een nieuwe kerk werd gebouwd van 1953-1955, naar ontwerp van Marcel Sézille.

## Gebouw
Het betreft een bakstenen kruiskerk, welke gebouwd werd op de fundamenten van de voorganger. De eenbeukige kerk heeft traditionele stijlelementen maar ook is er moderne invloed, zoals bij de voorgevel en de naastgebouwde klokkentoren. Luc Six ontwierp de glas-in-loodramen.